# Marc Acardipane
Marc Acardipane (* 7. April 1969 in Frankfurt am Main; bürgerlicher Name Marc Trauner) ist ein deutscher Musikproduzent und DJ aus Frankfurt am Main. Er gilt als einer der Begründer des Hardcore Techno.

## Werdegang
Im Jahr 1990 veröffentlichte Trauner, dessen Großvater aus Italien stammt und nach dem er sich Acardipane benannte, mit We Have Arrived unter dem Pseudonym Mescalinum United den allerersten Hardcore-Techno-Track. Veröffentlicht wurde dieser auf dem Label Planet Core Productions (PCP), das Acardipane 1989 zusammen mit Don Demon/Slam Burt gegründet hatte. Die B-Seite von We Have Arrived war Reflections Of 2017. Die meisten Veröffentlichungen des Labels gehen auf Acardipane zurück, wohingegen andere Künstler aus seinem Umfeld auf den ca. 30 Sublabels veröffentlichten. Zudem war das Label für die Compilation-Reihe Frankfurt Trax (1990–1996) verantwortlich.
Marc Trauner veröffentlichte unter dutzenden weiteren Pseudonymen hunderte Tracks und landete in der Hardcore- und Technoszene sehr viele Erfolge. Diese Werke erschienen zumeist als Singles und EPs, doch veröffentlichte er gelegentlich auch Alben, etwa 1993 als The Mover oder 1994 als Smash? (mit Fast H). Als Nachfolgelabel von PCP gründete er 1997 Acardipane Records, auf dem unter anderem die Resident E-Reihe veröffentlicht wurde, die Trauner zusammenstellte und die namensgebend für sein nächstes Label Resident E Recordings (gegründet 2001) sowie für eine Veranstaltungsreihe wurde. Zudem begann er unter dem Namen Marc Acardipane Best-Of-Compilations mit Titeln seiner Projekte zu veröffentlichen. So erschien im Jahr 1997 Best Of 1989-1997, ein Jahr später das erweiterte Best Of 1989-1998 oder 2004 die Zusammenstellung The Singles Vol. 1.
Im Jahr 2002 veröffentlichte er unter seinem Pseudonym The Mover ein Album namens Frontal Frustration auf dem Berliner Techno-Label Tresor. Im Jahr 2003 coverte die Band Scooter seinen Klassiker I Like It Loud von Marshall Masters feat. The Ultimate MC von 1997. Dies wurde innerhalb der Szene sehr kritisch betrachtet. 2006 veröffentlichte Acardipane zusammen mit DJ Balloon Go West, eine Coverversion des gleichnamigen Titels von den Pet Shop Boys bzw. Village People. Stilistisch war das Stück im Bereich Hands up angesiedelt. Die Veröffentlichung enthielt auch einen Remix von Special D.
Acardipane legt heute noch auf größeren Hardcore-Techno-Raves und in Techno-Clubs (u. a. Thunderdome, Tomorrowland, Mystery Land, Dominator, Tresor Berlin oder Berghain) als DJ auf. Zudem widmet er sich seit 2017 wieder vermehrt der Veröffentlichung von Musik auf seinem aktuellen Label Planet Phuture. Titel von Trauner finden sich auf hunderten Compilations aus den Bereichen Hardcore Techno/Gabber (Thunderdome, Gabberbox), Techno (Mayday-Compilation, Techno Trax, Independent Techno), Hardstyle/Jumpstyle (Hardstyle Top 100, Generation Hardstyle, 101% Jumpstylemania), Trance (Future Trance, Trance Universe, Hardtrance Thunder), Dance (The World Cup Dance Album: Africa 2010!, Summer Dance Hits, Dance Max), sowie auf populären Reihen wie Bravo Hits, Club Hits oder Just The Best. Zudem trat er dutzende Male als Remixer in Erscheinung, darunter für Szenegrößen wie Neophyte, The Horrorist, Buzz Fuzz oder DJ Dean.
Im März 2018 erschien das vierte The-Mover-Album Undetected Act From The Gloom Chamber. In den Jahren 2020 und 2021 stellte Trauner erneut Titel seiner zahlreichen Projekte zusammen und veröffentlichte The Most Famous Unknown als Marc Acardipane. Diese umfasst mit den sechs Expansions Packs knapp 100 Titel. Zudem erschien begleitend eine sechsteilige Reihe mit dem Titel The Most Famous Unknown Remixes mit 14 Titeln sowie eine dreiteilige Reihe mit dem Titel The Most Famous Unknown Remastered mit 12 Titeln.

## Pseudonyme/Acts (Auswahl)
- 6-Pack
- Ace The Space
- Dogge Team
- Inferno Bros. (zusammen mit Don Demon/Slam Burt)
- Kloficker (mit Dick Rules)
- Marshall Masters
- Mescalinum United
- Nasty Django
- PCP (zusammen u. a. mit Don Demon/Slam Burt und P.A.N./Noisy Nose)
- Pilldriver
- Rave Creator
- Smash? (mit Fast H)
- The Mover
- Turbulence (mit Roy Batty)
- Resident E (exklusiv für die gleichnamigen CD-Compilations)

## Alben
- The Mover – Final Sickness (1993)
- The Mover – Frontal Sickness (1993, 2 LP)
- Smash? – Prolos Have More Fun (1994, mit Fast H)
- Marc Acardipane – See You In 2017 (1999, mit Miro)[12]
- Marshall Masters feat. Da TMC – Double Platinum (2000)
- The Mover – Frontal Frustration (2002)
- The Mover – Undetected Act From The Gloom Chamber (2018)

Best Of
- Marc Acardipane – Best Of 1989-1997 (1997)[13]
- The Singles Vol. 1 (2004)[14]
- The Mover - Selected Classics (2017)
- Marc Acardipane – The Most Famous Unknown (2020)[15]